# آهنگری

فرایند آهنگری یا فورجینگ توسط چکش آهنگری

آهنگری یا فورجینگ (به انگلیسی: Forging) اصطلاحی است که به خانواده‌ای از فرایندها اشاره دارد که در آن از طریق نیروهای فشاری موضعی اعمال شده توسط قالب‌هایی، در فلزات تغییر شکل پلاستیک ایجاد می‌کنند. تجهیزات انجام این کار می‌تواند به شکل چکش، دستگاه پرس یا ماشین‌های آهنگری مخصوص باشد. تغییر شکل را می‌توان در تمام رژیم‌های دمایی (داغ، سرد، گرم یا همدما (ایزوترمال)) انجام داد، اما آهنگری بیشتر در دمایی بالاتر از دمای تبلور مجدد انجام می‌شود.
آهنگری به وضوح قدیمی‌ترین فرایند فلزکاری شناخته شده است. از روزگاری که مردمان ماقبل تاریخ دریافتند که می‌توانند آهن اسفنجی را گرم کرده و با کوبیدن با سنگ آن را به وسیله‌ای مفید تبدیل کرد، آهنگری روشی مؤثر برای تولید بسیاری از اشکال مفید بوده است. آهنگری امروزی صرفاً گسترش هنر باستانی است که توسط سازندگان زره و آهنگران روستایی انجام می‌شد. امروزه چکش‌های پرقدرت و پرس‌های مکانیکی جایگزین چکش دستی و بازوی انسان شده‌اند و قالب‌های فولادی جایگزین سندان شده‌اند. امروزه دانش متالورژی مکمل هنر و مهارت صنعتگر شده است. اندازه قطعات ساخته شده به روش آهنگری می‌تواند از قطعات ۲ سانتی‌متری تا قطعاتی با وزن بیش از ۱۷۰ تن متغیر باشد.
از آنجایی که در فرایند آهنگری می‌توان جریان حرکت فلز در قالب و ساختار دانه‌بندی آن را کنترل کرد، قطعات آهنگری یا فورج شده دارای استحکام و چقرمگی خوبی هستند و برای کاربردهای با تنش‌بالا و بحرانی بسیار قابل اعتماد هستند.
آهنگری ممکن است در دمای اتاق و یا در دماهای بالا انجام شود. آهنگری در دمای اتاق را آهنگری سرد و آهنگری در دماهای بالا را آهنگری گرم یا داغ (warm or hot) می‌گویند. آهنگری سرد به نیروهای بیشتری نیاز دارد (به دلیل استحکام بالاتر ماده قطعه کار)، و جنس قطعه کار باید شکل پذیری کافی را برای متحمل شدن تغییر شکل مورد نیاز بدون ایجاد ترک خوردگی داشته باشد. قطعات فورج سرد، پرداخت سطح و دقت ابعادی خوبی دارند. در عوض آهنگری گرم به نیروهای کمتری نیاز دارد، اما دقت ابعادی و پرداخت سطح قطعات به خوبی آهنگری سرد نیست.

## تاریخچه
آهنگری یکی از قدیمی‌ترین فرایندهای فلزکاری شناخته شده است. به‌طور سنتی، آهنگری توسط یک آهنگر با استفاده از چکش و سندان انجام می‌شد، هر چند معرفی توان آب به تولید و کار آهن در قرن دوازدهم اجازه استفاده از چکش‌های مسافت بالا یا چکش‌های قدرت بود که به‌طور چشمگیری و به راحتی باعث افزایش مقدار و اندازه آهنی که می‌تواند تولید و آهنگری شود، شد. آهنگری در طول قرن‌ها تکامل یافته است تا به یک فرایند با فرایندهای مهندسی، تجهیزات تولید، ابزار، مواد اولیه و محصولات به منظور رفع نیازهای صنعت مدرن تبدیل شود. در زمان‌های مدرن، آهنگری صنعتی با فشار یا با چکش‌های تهیه شده توسط هوای فشرده، برق، هیدرولیک یا بخار انجام می‌شود. این چکش‌ها ممکن است هزاران پوند وزن داشته باشد. چکش‌های کوچکتر، وزن ۲۳۰ کیلوگرم یا وزن رفت و برگشتی کم، و فشار هیدرولیک نیز در آهنگری‌های هنری عادی نیز وجود دارد. برخی از چکش‌های بخار مورد استفاده قرار می‌گرفتند، اما آن‌ها با استفاده از منابع دیگر، راحت تر، منابع انرژی منسوخ شده‌اند.

## فرایند

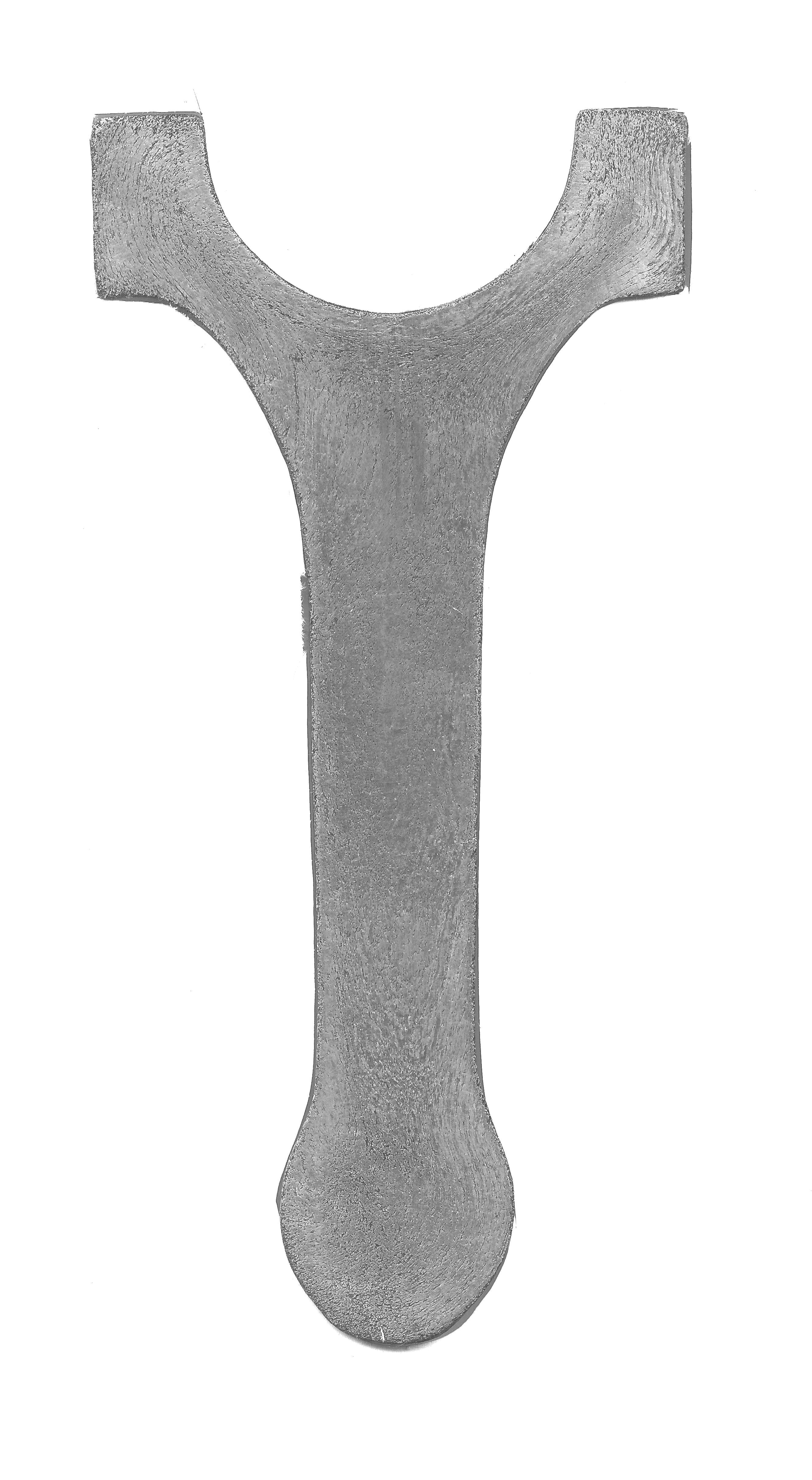
مقطعی از یک میل رابط ساخته شده به روش آهنگری که برای مشخص شدن شکل دانه بندی سونش (Etch) شده است

آهنگری می‌تواند قطعه ای را تولید کند که قوی تر از بخش ریخته‌گری و ماشین‌کاری است. همان‌طور که فلز در طی فرایند آهنگری شکل می‌گیرد، بافت دانه داخلی آن تغییر شکل می‌دهد تا شکل کلی قطعه را به‌دست‌آورد. در نتیجه، تغییر شکل بافت در سراسر قطعه پیوسته است، و باعث ایجاد یک قطعه با ویژگی‌های بهبود یافته است. علاوه بر این، آهنگری می‌تواند در مقایسه با ریخته‌گری یا ساخت هزینه‌های پایین‌تر را هدف قرار دهد. با توجه به تمام هزینه‌هایی که در چرخه عمر محصول از زمان تهیه تا زمان تدارک برای بازسازی و در نظر گرفتن هزینه‌های ضایعات، خرابی و مسائل مربوط به کیفیت بیشتر، مزایای طولانی مدت آهنگری می‌تواند صرفه جویی در هزینه‌های کوتاه مدت که ممکن است ریخته‌گری یا ساخت ارائه دهند را جبران کند.
بعضی از فلزات ممکن است سرد آهنگری شده باشند، اما آهن و فولاد تقریباً همیشه داغ آهنگری می‌شوند. آهنگری داغ از کار- سختی جلوگیری می‌کند که از طریق آهنگری سرد ایجاد می‌شود که باعث می‌شود مشکل انجام عملیات ثانویه ماشین‌کاری بر روی قطعه افزایش یابد. همچنین، در حالی که کار- سختی در بعضی شرایط ممکن است مطلوب باشد، روش‌های دیگر سخت شدن قطعه، مانند عملیات حرارتی، عموماً ارزان‌تر و کنترل شده تر هستند. آلیاژهای متمایل در برابر سخت شدن، مانند اکثر آلومینیوم و تیتانیوم، می‌توانند با آهنگری حرارت بالا ساخته شوند، و سپس سخت‌کاری شوند.
تولید توسط آهنگری شامل هزینه‌های قابل توجه سرمایه برای ماشین آلات، ابزار، امکانات و پرسنل است. در مورد آهنگری داغ، یک کوره با درجه حرارت بالا (گاهی اوقات به عنوان کوره آهنگری نامیده می‌شود) برای گرم کردن شمش یا بیلت مورد نیاز است. با توجه به اندازهٔ چکش‌ها و پرس‌های آهنگری و قطعاتی که می‌توانند تولید کنند، و همچنین خطرات ذاتی کار با فلز داغ، یک ساختمان ویژه برای اداره عملیات لازم است. در مورد عملیات آهنگری سقوطی، تدارکات باید برای جذب شوک و ارتعاش تولید شده توسط چکش انجام شود. اکثر عملیات‌های آهنگری استفاده از قالب‌های شکل‌دهی فلز، که باید دقیقاً به همانند شکل قطعه کار به صورت ماشین‌کاری و با دقت عملیات حرارتی شده باشند، و همچنین مقاومت در برابر نیروهای عظیم درگیر را داشته باشند.
در روش آهنگری، قطعهٔ اولیه که لقمه نامیده می‌شود در میان دو نیمهٔ قالب قرار می‌گیرد و نیرویی زیاد به صورت آرام و گاهی ضربه ای به آن وارد می‌شود. به این ترتیب قطعهٔ گداخته در محیط قالب، شکل و فرم داخل قالب را به خود می‌گیرد و فلز اضافی به حفرهٔ فلاش وارد می‌شود که بعداً از قطعه جدا می‌شود و دور ریز قطعهٔ آهنگری شده محسوب می‌گردد.
پروسهٔ آهنگری معمولاً به صورت گرم انجام می‌گیرد و هر فلزی میزان حرارت مشخصی برای آهنگری شدن دارد. در روش آهنگری قطعهٔ گداخته شده در کوره که به حرارت مشخص رسیده باشد را در قالب می‌گذارند که بر اثر فشار، فرم قالب را به خود بگیرد. قطعات آهنگری شده نسبت به روش‌های دیگر تولیدی از استحکام و خواص مکانیکی عالی تری برخوردار می‌باشند. اکثر فلزات، قابلیت آهنگری شدن را دارا هستند. فلزاتی مانند فولادهای آلیاژی و فولادهای کربنی و آلومینیوم و آلیاژهای آن، برنج، مس و آلیاژهای آن‌ها و… برای آهنگری مناسب می‌باشند. برای فلزهایی مانند تیتانیوم به دلیل ضعیف بودن در انتقال حرارت، قالب و قطعه باید هم دما باشند که این خود یک روش آهنگری جدید به حساب می‌آید زیرا مهندسین ناچار هستند قالب و خط تولید مخصوص این نوع از آهنگری طراحی کنند.

## انواع فرایندهای آهنگری

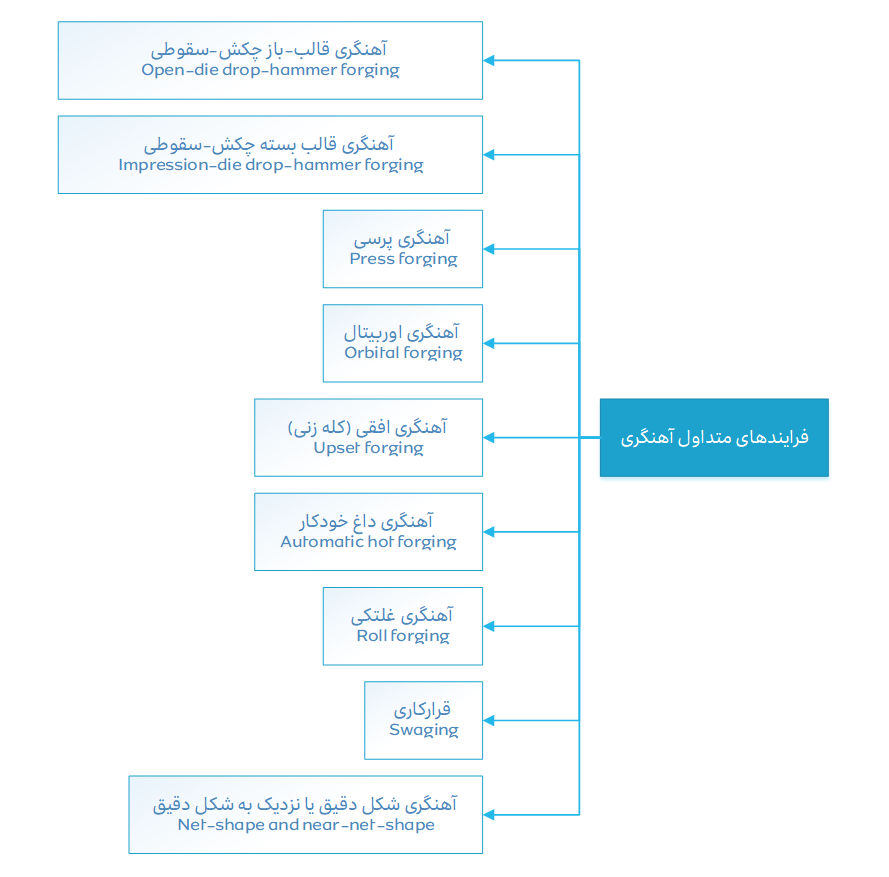
فرایندهای متداول آهنگری

### آهنگری سقوطی قالب باز

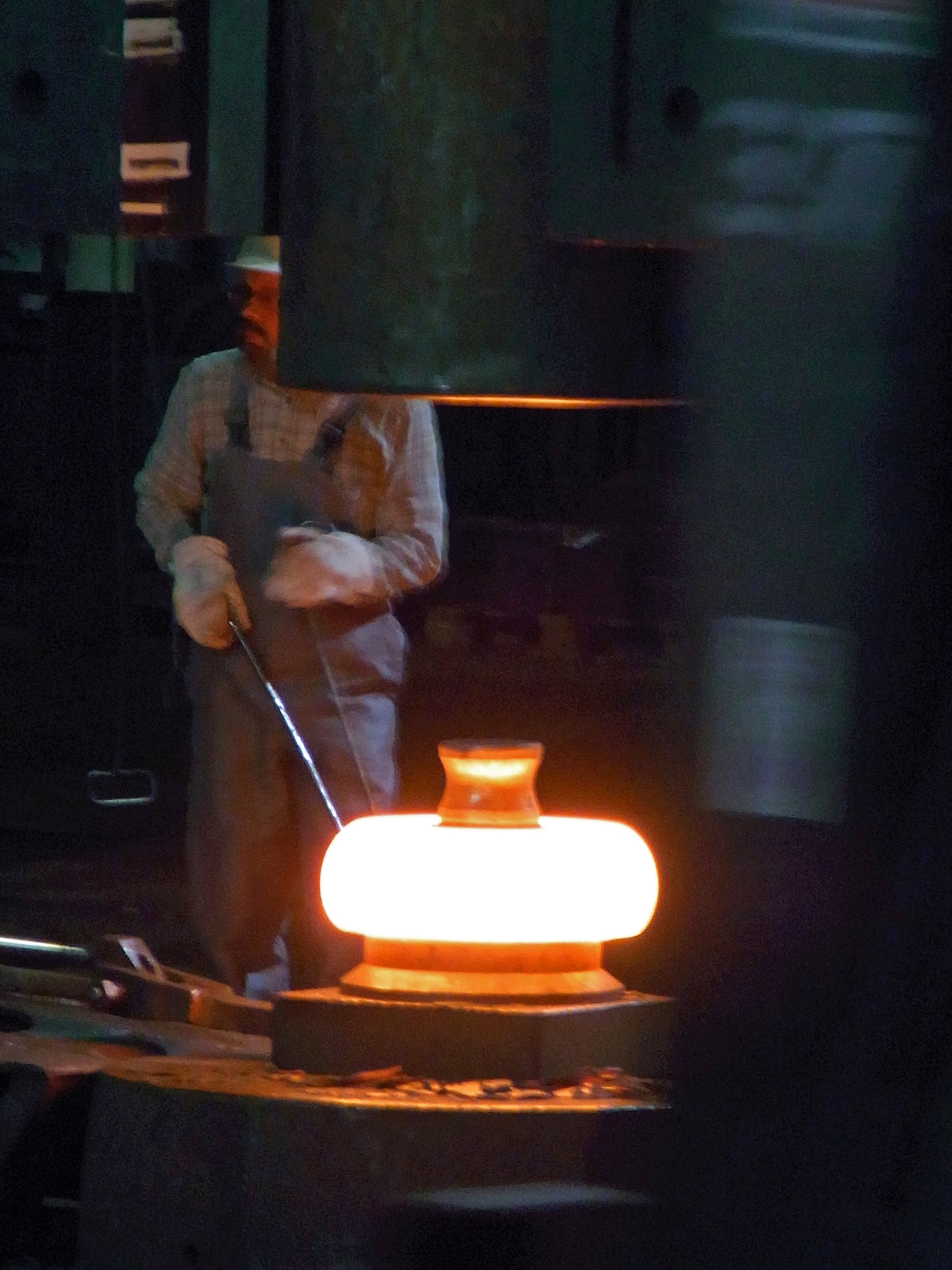
آهنگری سقوطی قالب باز یک شمش (به همراه دو قالب) برای ساخت یک چرخ

در آهنگری قالب باز، یک چکش به قطعه کار که بر روی یک سندان ثابت قرار دارد ضربه می‌زند و آن را تغییر شکل می‌دهد. آهنگری پرتابی قالب باز نام خود را از این حقیقت که قالب (سطوح در تماس با قطعه کار) کل قطعه کار را پوشش نمی‌دهد، بلکه به آن اجازه می‌دهد تا در سطوح آزاد در جایی که با قالب تماس ندارد جریان یابد گرفته است؛ بنابراین اپراتور به چرخاندن و موقعیت دهی قطعه کار برای دستیابی شکل مورد نظر نیاز دارد. قالب‌ها معمولاً شکل تخت دارند، اما بعضی از آن‌ها دارای یک سطح با شکلی خاص برای عملیات مخصوص هستند. برای مثال، یک قالب ممکن است سطح گرد، مقعر یا محدب داشته باشد یا ابزاری برای تشکیل سوراخ یا یک ابزار برش باشد. آهنگری قالب باز را می‌توان برای اشکال شامل دیسک‌ها، هاب‌ها، بلوک‌ها، شفت‌ها (از جمله شفت‌های پل‌ها یا فلنج)، سیلندر، گرد، صفحه‌ای، و برخی از اشکال سفارشی به کار گرفت. آهنگری قالب باز را می‌توان مخصوص کارهایی از قبیل آهنگری هنری و کار سفارشی دانست. در بعضی موارد، آهنگری قالب باز ممکن است برای شمش‌های خشن به کار رود تا آن‌ها را برای عملیات بعدی آماده سازد. آهنگری قالب باز ممکن است به منظور تغییر جهت دانه‌بندی برای افزایش استحکام به کار رود.
به صورت تئوری، آهنگری سقوطی قالب باز همان نوع آهنگری است که توسط آهنگران قدیمی انجام می‌شد، اما اکنون از تجهیزات مکانیکی عظیم برای وارد کردن ضربات مکرر استفاده می‌شود. فلز ابتدا با استفاده از کوره آتش یا گرمایش القایی الکتریکی تا دمای مناسب گرم می‌شود. سپس ضربه توسط نوعی چکش مکانیکی وارد می‌شود. ساده‌ترین چکش صنعتی، چکش سقوطی گرانشی است که در آن یک کوبه در حال سقوط آزاد به قطعه کار برخورد می‌کند و انرژی ضربه با تنظیم ارتفاع سقوط تنظیم می‌شود.

#### مزایای آهنگری قالب باز

باریک کردن

- کاهش احتمال وجود تخلخل و فضای خالی
- مقاومت خستگی بهتر
- میکرو ساختار بهبود یافته
- جریان مداوم دانه
- اندازه دانه ظریفتر
- استحکام بالاتر[۷]لبه زنی

لبه زنی

«دندانه دار کردن» تغییر شکل پیوسته تیر در امتداد طول آن با استفاده از یک آهنگری پرتابی قالب باز است. معمولاً برای رساندن ضخامت یک قطعه خام به ضخامت مناسب استفاده می‌شود. هنگامی که ضخامت مناسب به دست می‌آید، عرض مناسب از طریق «لبه زنی» به‌دست می‌آید. «لبه زنی» فرایند متمرکز کردن ماده با استفاده از یک قالب باز مقعر است. این فرایند «لبه زنی» نامیده می‌شود، زیرا معمولاً در انتهای قطعه کار انجام می‌شود. Fullering یک فرایند مشابه است که بخش‌هایی از قطعه را با استفاده از یک قالب محدب نازک می‌کند. این فرایندها قطعات را برای فرایندهای آهنگری بیشتر آماده می‌کند.

### آهنگری قالب بسته
آهنگری قالب چاپی «آهنگری قالب بسته» نیز نامیده می‌شود. در آهنگری قالب چاپی فلز در یک قالب مشابه قالب ریخته‌گری قرار می‌گیرد که به یک سندان متصل است. معمولاً قالب چکش نیز شکل می‌گیرد. سپس چکش بر روی قطعه کار رها می‌شود، باعث می‌شود که فلز جریان یابد و حفره‌ها را پر کند. چکش معمولاً در مقیاس میلی ثانیه در تماس با قطعه کار قرار دارد. بسته به اندازه و پیچیدگی قطعه، چکش ممکن است چندین مرتبه در یک بازهٔ سریع رها شود. فلز اضافی از حفره‌های قالب فشرده شده بیرون رانده می‌شود، باعث شکل‌گیری آنچه که به عنوان «فلش» خوانده می‌شود، می‌شود. فلش با سرعت بیشتری نسبت به بقیه مواد خنک می‌شود این فلز مستحکم تر از فلز در قالب است، بنابراین به جلوگیری از تشکیل فلش بیشتر کمک می‌کند. این همچنین باعث می‌شود که فلز به‌طور کامل حفره را پر کند. پس از آهنگری، فلش زدوده می‌شود.
در آهنگری قالب بسته تجاری، قطعه کار معمولاً از طریق یک سری حفره‌ها در یک قالب جابجا می‌شود تا از شمش به شکل نهایی برسد. اولین چاپ برای توزیع فلز به شکل خشن مطابق با نیاز حفره‌های بعدی استفاده می‌شود. این چاپ، چاپ «لبه زنی»، «خم شدن» نامیده می‌شود. این حفره‌ها، حفره‌های «سد کننده» نامیده می‌شود، که در آن قطعه به یک شکل تبدیل می‌شود که بیشتر به محصول نهایی شبیه است. این مراحل به‌طور معمول قطعه کار را با خم شدن زیاد و فیله‌های بزرگ تحویل می‌دهد. شکل نهایی در یک حفره نهایی «نهایی» یا «پایانی» آهنگری می‌شود. اگر تنها یک بخش کوتاهی از قطعات آهنگری شده وجود داشته باشد، ممکن است برای این که می‌خواهیم فاقد حفره نهایی نهایی باشد، مقرون به صرفه تر باشد و به جای آن، ویژگی‌های نهایی را بسازیم. در سال‌های اخیر با پیشرفت اتوماسیون که شامل گرمایش القایی، تغذیه مکانیکی، موقعیت دهی و دستکاری، و عملیات حرارتی مستقیم قطعات بعد از آهنگری است، آهنگری قالب بسته بهبود یافته است. یکی از متغیرهای آهنگری قالب بسته «آهنگری بدون فلش» نامیده می‌شود. در این نوع آهنگری، حفره‌های قالب به‌طور کامل بسته می‌شوند، که قطعه کار را از تشکیل فلش بازمی‌دارد. مزیت اصلی این فرایند این است که فلزی کمتر برای فلش هدر می‌رود. فلش می‌تواند ۲۰ تا ۴۵ درصد مواد اولیه را تشکیل دهد. معایب این فرایند شامل هزینه اضافی به علت طراحی پیچیده‌تر و نیاز به روانکاری بهتر و قرار دادن قطعه کار بهتر است. تغییرات دیگری نیز در شکل‌گیری قطعه وجود دارد آهنگری قالب بسته را یکپارچه می‌سازد. یک روش شامل ریخته‌گری قالب پیش ساخته از فلز مایع است. ریخته‌گری در حالی که هنوز گرم است بعد از انجماد حذف می‌شود. سپس در یک قالب تک حفره تکمیل می‌شود. فلاش بریده می‌شود، سپس قطعه با کوئنچ سخت می‌شود. یک متغیر دیگر از فرایند مشابهی که در بالا ذکر شد، پیروی می‌کند. به جز این که پیش فرم با اسپری رسوبات قطرات فلزی به کلکتورهای شکل گرفته تولید می‌شود. آهنگری قالب بسته شدن به علت ایجاد قالب و کار طراحی مورد نیاز برای ایجاد حفره‌های کاری قالب دارای هزینه اولیه بالایی است. هرچند، هزینه‌های تکراری کم برای هر قطعه دارد، به این ترتیب، آهنگری با حجم تولید بیشتر مقرون به صرفه می‌شود. این یکی از مهم‌ترین دلایلی است که آهنگری قالب بسته اغلب در صنعت خودرو و ابزار مورد استفاده قرار می‌گیرد. یکی دیگر از دلایلی که آهنگری در این بخش‌های صنعتی رایج است، این است که آهنگری‌ها به‌طور کلی در حدود ۲۰ درصد نسبت استحکام به وزن بالاتری نسبت به قطعات ریخته‌گری یا ماشین‌کاری شده از همان مواد دارند.

### آهنگری پرسی

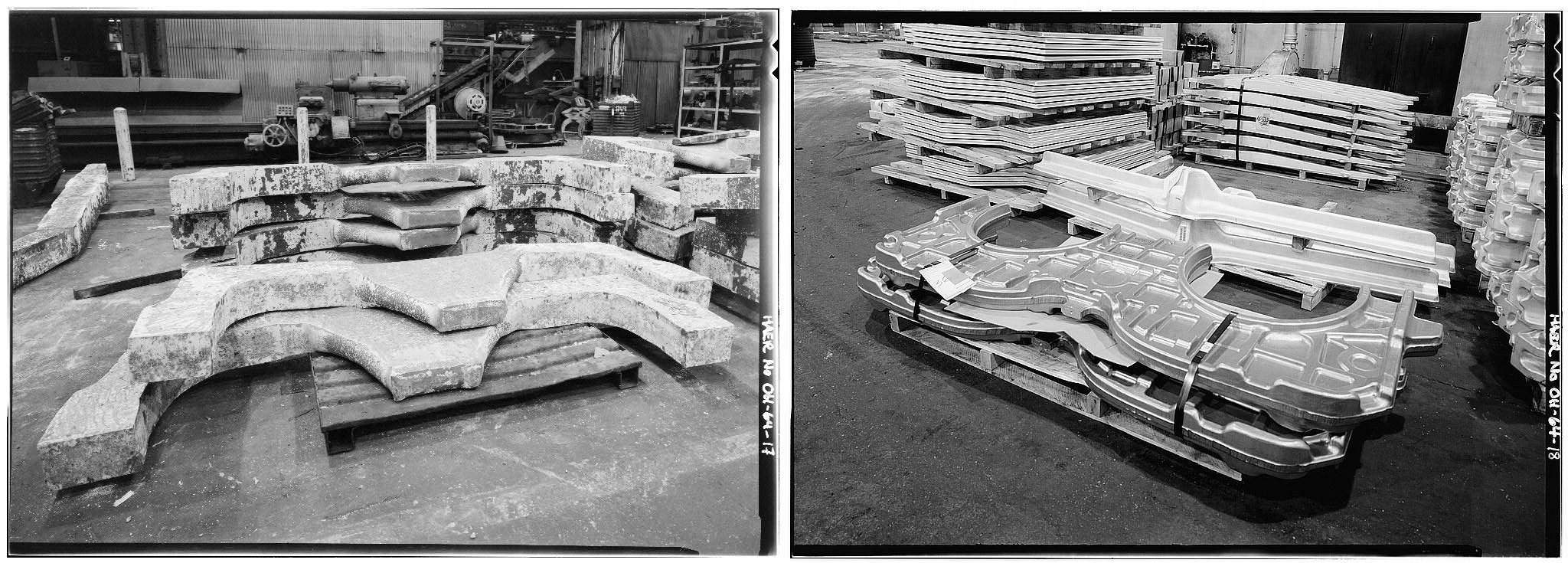
طاقک‌های (bulkhead) تیتانیمی بدنه جنگنده F-15 قبل و بعد از انجام پرسکاری توسط پرس ۵۰ هزارتنی Alcoa. این پرس‌های سنگین که جزو میراث ملی آمریکا محسوب می‌شوند در دوران جنگ سرد و با غنیمت بردن دستگاه‌های سرٌی آلمان نازی ساخته شدند.

آهنگری پرسی با اعمال فشار آهسته مداوم یا نیروی آهسته کار می‌کند، که از ضربه تقریباً لحظه ای آهنگری سقوط چکشی متفاوت است. مقدار زمانی که قالب‌ها در تماس با قطعه کار در ثانیه (در مقایسه با میلی ثانیه‌های آهنگری سقوط چکشی) اندازه‌گیری می‌شود. عملیات آهنگری پرسی می‌تواند به صورت سرد یا گرم انجام شود.
مزیت اصلی آهنگری پرسی، در مقایسه با آهنگری سقوط چکشی، توانایی آن در شکل‌دادن به قطعات نهایی است. آهنگری سقوط چکشی معمولاً فقط سطوح قطعه کار را در تماس با چکش و سمبه تغییر شکل می‌دهد؛ داخل قطعه کار نسبتاً بی تغییر باقی خواهد ماند. یکی دیگر از مزایای این فرایند آگاهی نسبت به میزان نرخ کرنش بخش جدید می‌باشد. با کنترل میزان فشرده سازی عملیات آهنگری پرسی، می‌توان کرنش داخلی را کنترل کرد.
چندین عیب در این فرایند وجود دارد، که بیشتر مربوط به قطعه کار است که در طی مدت زمان طولانی در تماس با قالب است. عملیات به دلیل مقدار و طول مراحل، فرایند زمان بری است. قطعه کار سریعتر سرد می‌شود زیرا قالب‌ها در تماس با قطعه کار می‌کنند؛ انتقال حرارت به‌طور قابل توجهی بیشتر از محیط اطراف است. همان‌طور که قطعه کار سرد می‌شود قوی تر می‌شود و انعطاف‌پذیری کمتر می‌شود، که اگر تغییر شکل ادامه یابد، ترک خوردگی ایجاد می‌کند؛ بنابراین، قالب‌های گرما معمولاً برای کاهش تلفات حرارت، بهبود جریان سطح، و تولید جزئیات دقیق تر و تحمل بیشتر استفاده می‌شود. قطعه کار نیز ممکن است نیاز به گرم شدن داشته باشد.
هنگامی که در نرخ تولید بالا انجام می‌شود، آهنگری پرسی اقتصادی تر از آهنگری با چکش است. این عملیات همچنین باعث ایجاد دقت ابعادی بالاتری می‌شود. در آهنگری با چکش بسیاری از کارها توسط ماشین آلات جذب می‌شود؛ درحالی‌که که در آهنگری پرسی، درصد بیشتری از کار بر روی قطعه کار انجام می‌شود. یکی دیگر از مزایا این است که عملیات را می‌توان برای ایجاد هر قطعه در هر اندازه ای انجام داد زیرا هیچ محدودیتی برای اندازه دستگاه آهنگری پرسی وجود ندارد. تکنیک‌های جدید آهنگری پرسی قادر شده‌اند که درجه بالاتری از یکپارچگی مکانیکی و جهت‌گیری را ایجاد کنند. با محدود کردن اکسیداسیون به لایه‌های بیرونی قطعه، سطح کاهش یافته ریزترک‌ها در قسمت پایان به وجود می‌آید.
آهنگری پرسی می‌تواند برای انجام تمام انواع آهنگری‌ها مورد استفاده قرار گیرد، از جمله آهنگری قالب بسته و قالب باز. آهنگری قالب بسته با پرس معمولاً نیاز به زاویه قالب کمتر از آهنگری سقوطی و دقت ابعاد بهتر دارد. همچنین آهنگری پرسی اغلب در یک بسته شدن قالب‌ها ممکن است، که به آسانی امکان اتوماسیون را فراهم می‌کند.
تکنولوژی آهنگری پرسی همچنان تکامل پیدا می‌کند، با پرس‌های قوی تر، دقت ابعادی‌های بیشتر، انعطاف‌پذیری و تغییر شکل فریم کمتر که قطعات با دقت ابعادی بیشتری را تولید می‌کنند. این کنترل همچنین تمامی جنبه‌های شرایط در حال اجرا پرس، نظارت بر سیستم‌ها و سنسورهای حرارتی را در سیستم درایو اصلی پرس نظارت می‌کند. تمام اطلاعات در صفحه لمسی HMI موجود است.

### آهنگری میله
آهنگری میله فرایندی است که در آن نوار گرد یا تخت ضخامت آن کاهش می‌یابد و طول آن افزایش می‌یابد. آهنگری میله با استفاده از دو غلتک استوانه ای یا نیمه استوانه ای انجام می‌شود که هر یک شامل یک یا چند شیار شکل می‌باشد. یک نوار گرم به غلتک‌ها وارد می‌شود و هنگامی که در نقطه ای قرار می‌گیرد، رول‌ها چرخانده می‌شوند و نوار به صورت پیشرونده شکل می‌گیرد همان‌طور که از طریق دستگاه رول می‌شود. قطعه سپس به مجموعه بعدی از شیارها منتقل می‌شود یا چرخانده می‌شود و به شیارهای مشابه دوباره وارد می‌شود. این تا زمانی که شکل مورد نظر و اندازه مورد نظر به دست می‌آید ادامه یابد. مزیت این فرایند این است که هیچ فلاشی وجود ندارد و ساختار دانه مطلوب را در قطعه تولید می‌کند.
نمونه‌هایی از محصولات تولید شده با استفاده از این روش عبارتند از محورها، اهرم‌های مخروطی.

### سکه‌زنی

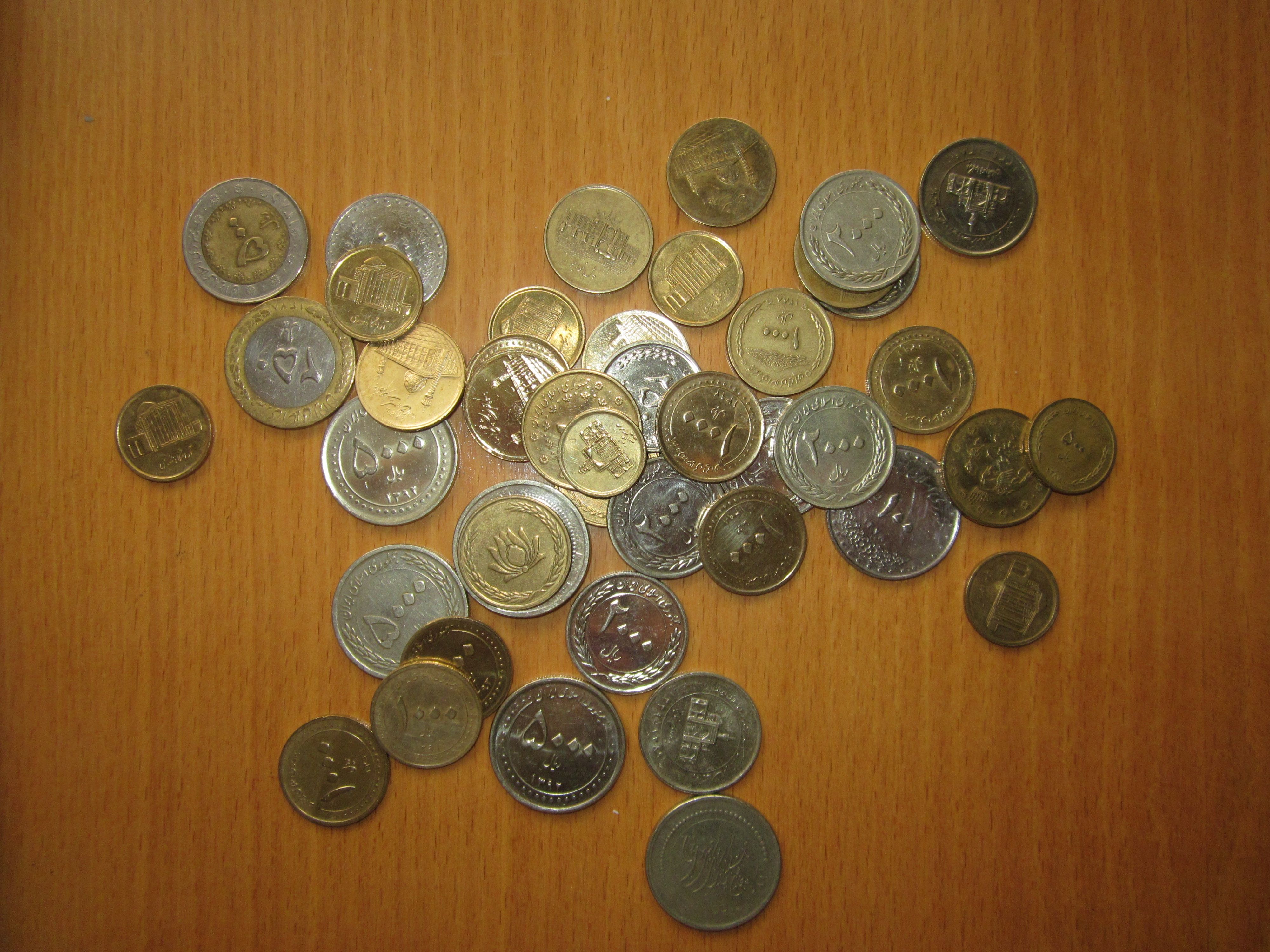
سکه‌ها عموماً با روش آهنگری ساخته می‌شوند.

سکه‌زنی اساساً یک فرایند آهنگری قالب بسته برای شکل‌دادن سکه‌ها، مدال‌ها و جواهرات می‌باشد. برای رسیدن به ابعاد دقیق به فشارهایی تا پنج یا شش برابر استحکام ماده نیاز است. در این فرایند از مواد روان‌کار نمی‌توان استفاده نمود زیرا باعث پر شدن حفره‌های قالب شده و در این فشارهای اعمالی رفتار غیرقابل تراکم داشته و از شکل‌دهی دقیق قطعه جلوگیری می‌کند. از فرایند سکه زنی با آهنگری برای ایجاد دقت ابعادی روی سایر قطعات نیز استفاده می‌شود.
این فرایند، اندازه کردن نامیده می‌شود. فرایند اندازه کردن به همراه فشارهای بالا و تغییر شکل قطعه می‌باشد. حک کردن حروف و اعداد روی قطعات را می‌توان با فرایندی شبیه به سکه زنی با سرعت انجام داد.

### آهنگری سرد
در آهنگری سرد به نیروهای فوق‌العاده بزرگی برای شکل‌دادن قطعه نیاز است و ماده خام باید به اندازه کافی قابلیت چکش خواری داشته باشد. اما قطعه تولید شده با این روش دارای سطح پایانی و دقت ابعادی خوبی است. در آهنگری داغ به نیروی کمتری نیاز است ولی قطعات تولیدی با این روش دارای سطح پایانی و دقت ابعادی چندان خوبی نیستند. معمولاً قطعات تولیدی توسط آهنگری به عملیات اضافی (پایانی) جهت تبدیل شدن به قطعه مناسب کار و حصول دقت مطلوب نیاز دارند.
با استفاده از روش آهنگری دقیق می‌توان این عملیات را به حداقل رساند. قطعه‌هایی که با استفاده از آهنگری تولید می‌شود را نیز می‌توان با سایر روش‌ها نظیر ریخته‌گری، متالورژی پودر و ماشین کاری تولید نمود و همان‌طور که انتظار می‌رود هر کدام از این روش‌ها دارای مزایا و محدودیت‌های مربوط به خود از نظر استحکام، چقرمگی، دقت ابعادی سطح پایانی و نقص‌های ساختاری هستند.

## قالب‌های آهنگری
قالب‌های آهنگری برای فرم دهی و شکل‌دهی فلزات در تولید انبوه استفاده می‌شود که گاهی با حرارت دهی قطعات کار و گاهی بدون حرارت دهی صورت می‌گیرد. قالب‌های فورج به سه دسته تقسیم می‌شوند:
1. قالب‌های بسته آهنگری (به انگلیسی: Impression Die forging)
2. قالب‌های باز آهنگری (آزاد)(به انگلیسی: Open Die forging)
3. قالب‌های آهنگری قالب بسته (به انگلیسی: Flashless die forging)

در روش آهنگری با قالب بستهٔ گرم، قطعهٔ کار (لقمه) بین دو نیمه قالب قرار می‌گیرد و بر اثر نیروی فشاری یا ضربه ای پرس‌های هیدرولیکی یا مکانیکی یا چکش‌های سقوطی، فرم قالب را به خود می‌گیرد. برای ساخت این قالب‌های آهنگری، از فولادهای گرم کار که دارای چقرمگی و استحکام تسلیم بالایی باشند استفاده می‌کنند. گاهی بر اساس شکل و نوع قطعه برای رسیدن به فرم نهایی از چندین قالب و چند مرحله آهنگری کاری استفاده می‌شود، زیرا با یک عمل پرس کاری، تولید قطعه کامل میسر نخواهد بود و قطعهٔ کار به مرور و طی چند مرحله باید شکل نهایی را کسب نماید.
در روش آهنگری با قالب‌های باز، قالب‌ها دارای فرم و شکل ساده ای می‌باشند و گاهی قالب‌ها صرفاً دو سطح تخت و مسطح می‌باشند که در عملیات آهنگری، قطعهٔ کار بین دو سطح قالب چرخانده می‌شود تا نیروی فشاری پرس، آن را به شکل لازم در بیاورد. در این روش، قطعات بزرگ که بیش از ۱۵۰ تن وزن دارند قابل تغییر شکل می‌باشند. از روش آهنگری غلتکی نیز استفاده شایان می‌شود. در این روش، یک سوراخ در یک ورق نازک و مدور فلزی می‌شود و بعد از نورد کردن یا حتی فشردن و ضربه زدن، یک حلقه با ارتفاع کم‌تر و قطر بیش تر به دست می‌آید و این شیوه، ترکیبی از دو روش نورد و فورج است و با این پروسه، رینگ‌هایی بین ۰٫۵ گرم تا ۱۸۰ تن تولید می‌شود.
در روش آهنگری با قالب بسته مانند ریخته‌گری تحت فشار عمل می‌شود با این تفاوت که دما پایین‌تر است و دو فک قالب بر روی قطعه اولیه فشرده می‌شوند و قطعه پایانی به‌دست می‌آید و دیگر نیاز به فرایند تکمیلی مانند ماشین کاری ندارد.

### طراحی قالب‌های آهنگری
طراحی قالب‌های آهنگری به دانش زیادی دربارهٔ خواص استحکام، چکش خواری، حساسیت به نرخ تغییر شکل و دما، اصطکاک و شکل قطعه نیاز دارد. اعوجاج قالب تحت بارهای بالا خصوصاً در تولید قطعات با تلرانس کم قابل ملاحظه می‌باشد. مهم‌ترین قانون در طراحی قالب این است که قطعه در هنگام عملیات آهنگری در جهتی که دارای کمترین مقاومت است جریان می‌یابد.
بنابراین قطعه (شکل میانی) بایستی به گونه ای شکل داده شود تا تمامی حفره‌های قالب پر شود. در شکل‌دهی اولیه قطعه، ماده نباید به آسانی به سمت زایده حرکت کند.
الگوی جریان دانه‌ها باید مطلوب باشد و لغزش‌های شدید بین قطعه و قالب باید به حداقل برسد تا فرسایش کاهش یابد. انتخاب اشکال نیازمند تجربه زیادی بوده و شامل محاسبات سطوح مقطع در هر موقعیتی از آهنگری می‌باشد. از آنجایی که مانده در این فرایند تحت تغییر شکل‌های مختلفی در مناطق مختلف حفره‌های قالب می‌باشد، خواص مکانیکی بستگی به موقعیت آهنگری دارد.
در اغلب قطعات آهنگری شده، خط جدایش درست در مکان بزرگ‌ترین سطح مقطع قطعه قرار دارد. در قطعات متقارن خط جدایش معمولاً خط مستقیمی در مرکز قطعه می‌باشد اما در قطعات پیچیده این خط در یک صفحه قرار ندارد. این قالب‌ها به گونه ای طراحی می‌شوند تا هنگام کار قفل شده و از حرکت‌های عرضی قالب جلوگیری شود. در این حالت تعادل نیروها و هم محوری قطعات قالب حفظ می‌گردد. بعد از آنکه قالب پر شد به مواد اضافی. اجازه داده می‌شود که به داخل سیم‌راهه راه پیدا کند. این موضوع باعث می‌شود که این مواد اضافی باعث بالا بردن فشار قالب نشوند. معمولاً ضخامت زایده برابر ۳٪ بیشترین ضخامت قطعه آهنگری کاری می‌باشد. طول تکه مسطح معمولاً دو تا پنج برابر ضخامت زایده می‌باشد. در طی سال‌ها چند طراحی مختلف برای سیمراه ارائه شده است. در اغلب قالب‌های آهنگری به زاویه شیب مناسب برای بیرون آمدن قطعه از قالب نیاز می‌باشد. در اغلب قالب‌های آهنگری به زاویه شیب مناسب برای بیرون آمدن قطعه از قالب نیاز می‌باشد قطعه در هنگام خنک شدن هم از نظر طولی و هم از نظر شعاعی منقبض می‌شود بنابراین زوایای شیب داخلی بزرگتر از زوایای شیب خارجی ساخته می‌شوند. زوایای داخلی در حدود ۷ تا ۱۰ درجه و زوایای خارجی در حدود ۳ تا ۱۰ درجه می‌باشند. انتخاب صحیح اندازه شعاع‌ها و گوشه‌ها به منظور اطمینان خاطر از جریان آرام فلز به داخل حفره‌ها و افزایش عمر قالب بسیار مهم است.
معمولاً شعاع‌های کوچک غیر مطلوب می‌باشد، چرا که جریان فلز را با سختی مواجه کرده، فرسایش قالب را بالا می‌برد. (به دلیل ایجاد تمرکز تنش و حرارت) قوس‌های کوچک همچنین سبب ایجاد ترک‌های ناشی از خستگی می‌شود. در بنابراین مقدار این قوس‌ها تا آنجایی که طراحی قطعه آهنگری کاری اجازه می‌دهد باید بزرگ باشد.
در فرایند آهنگری، به‌ویژه برای قطعات پیچیده می‌توان از قالب‌های چند تکه به جای قالب‌های یک تکه استفاده نمود. این موضوع باعث کاهش هزینه‌های ساخت قالب‌های مشابه می‌شود این تکه‌ها (مغزها) را می‌توان از مواد پر استحکام تر و سخت‌تر ساخت و در صورت فرسایش و شکست این تکه‌ها می‌توان آن‌ها را به راحتی تعویض نمود.

### طراحی تجهیزات و قالبهای آهنگری قالب بسته
قالب‌های آهنگری معمولاً از فولاد آلیاژ بالا یا فولاد ابزار ساخته شده است. قالب‌ها باید مقاوم در برابر ضربه، مقاوم در برابر سایش داشته باشند، همچنین مقاومت در دمای بالا و توانایی مقاومت در برابر چرخه‌های گرم و سرد شدن سریع را دارا باشند. به منظور تولید بهتر و ارزان‌تر، استانداردهای زیر حفظ می‌شوند:
- در هر زمانی که بخواهید قالب‌ها بخشی از صفحه را به صفحه می‌رساند. اگر نه، صفحه آزاد می‌شود که از منحنی آن قسمت پیروی می‌کند.
- سطح جداکننده یک صفحه از طریق مرکز آهنگری است و نه نزدیک لبه بالایی یا پایینی.
- زاویه قالب معمولاً حداقل ۳ درجه برای آلومینیوم و ۵ تا ۷ درجه برای فولاد است.
- شعاع‌ها و فیلت‌های زیادی مورد استفاده قرار می‌گیرند.
- دنده‌ها کم و عریض هستند.
- بخش‌های مختلف برای جلوگیری از شدت تفاوت در جریان فلزی متعادل می‌باشند.
- مزیت کامل، استفاده از خطوط جریان فیبر است.
- تلرانس ابعادی پایین‌تر از حد لازم نیست.

تحمل ابعاد قطعات فولادی تولید شده با استفاده از روش آهنگری قالب بسته در جدول زیر نشان داده شده است. ابعاد درون صفحه جداکننده تحت تأثیر بسته شدن قالب‌ها قرار دارند و به همین دلیل وابسته به سایش و ضخامت فلش نهایی می‌باشند. ابعادی که به‌طور کامل در یک بخش قالب تک یا نیمه می‌توانند در سطح قابل توجهی از دقت نگهداری شوند.
| تلرانس مثبت [mm] | تلرانس منفی [mm] | جرم [kg] |
| ---------------- | ---------------- | -------- |
| ۰٫۴۶             | ۰٫۱۵             | ۰٫۴۵     |
| ۰٫۶۱             | ۰٫۲۰             | ۰٫۹۱     |
| ۰٫۷۶             | ۰٫۲۵             | ۲٫۲۷     |
| ۰٫۸۴             | ۰٫۲۸             | ۴٫۵۴     |
| ۰٫۹۹             | ۰٫۳۳             | ۹٫۰۷     |
| ۱٫۴۵             | ۰٫۴۸             | ۲۲٫۶۸    |
| ۲٫۲۱             | ۰٫۷۴             | ۴۵٫۳۶    |

برای کاهش اصطکاک و سایش، یک روان‌کننده استفاده می‌شود. همچنین به عنوان یک مانع حرارتی برای محدود کردن انتقال حرارت از قطعه کار به قالب استفاده می‌شود. در نهایت، روان‌کننده به عنوان یک بخش جداکننده عمل می‌کند تا از چسبیدن مواد به قالب جلوگیری کند.

## روان‌کارها
روان‌کارها به شدت بر میزان اصطکاک و سایش تأثیر می‌گذارند؛ بنابراین در مقدار نیروها و جریان فلز به داخل حفره‌ها مؤثرند. همچنین به عنوان حائل حرارتی بین قطعه داغ و قالب نسبتاً خنک عمل کرده، باعث پایین آمدن نرخ خنک شوندگی قطعه و بهبود جریان فلز می‌گردد. نقش مهم دیگر روان‌کار عمل کردن به عنوان عامل جدایش و جلوگیری‌کننده از چسبیدن قطعه به قالب می‌باشد.
در فرایند آهنگری از روانکارهای مختلفی می‌توان استفاده نمود در آهنگری داغ از گرافیت، دی سولفید مولیبدن و پودر شیشه استفاده می‌شود. در آهنگری داغ معمولاً قالب مستقیماً به روان‌کار آغشته می‌شود، در آهنگری سرد قطعه به روان‌کار آغشته می‌شود. روش کاربرد و یکنواخت نمودن ضخامت روان‌کار روی بلانک در کیفیت محصول مهم است.